# 梅谷陽子
梅谷 陽子（うめたに ようこ）は、日本在住のシンガーソングライター。
歌手活動の傍ら、ブロガーとして活動中。